# No. 62 Wing RAAF
La No. 62 Wing RAAF est une Wing (military aviation unit) (en) de la Royal Australian Air Force (RAAF).

## Histoire
La No. 62 Wing RAAF est créée en janvier 1943 pour participer à la Seconde Guerre mondiale dans le cadre de la guerre du Pacifique. L'unité est dissoute après la guerre en novembre 1945.